# 兰溪东站
兰溪东站是金建铁路上的中间站，位于中华人民共和国浙江省兰溪市云山街道化里村。当地政府已经在车站周围规划了高铁小镇。车站及线路相关工程于2020年1月动工。站房于2023年7月18日封顶；站场在线路建设期间曾作为铺轨基地。
兰溪东站建成后计划将由上海局集团金华车务段管理，办理客运业务，规模3台7线。

## 车站结构

### 站房
兰溪东站站房建筑面积9999平方米、总高22.5米，外立面设计融入兰溪的山峦和水波等自然景观元素。站房内部主体一层，局部三层：其中候车室位于一层中部面积5000平方米，可容纳1500名乘客同时候车；两侧为车站功能用房，包含售票厅、通信、信息机房等；二楼局部配套旅客服务场所。

### 站场
兰溪东站站场规模近期3台7线。各站房和站台通过一座进站地道和一座出站地道连接，宽均为8米，另设有综合维修工区，并预留存车场。